# John Lettengarver
John Lettengarver (* 29. April 1929 in Saint Paul, Minnesota; † 14. Januar 1997 in Edmonds, Washington) war ein US-amerikanischer Eiskunstläufer, der im Einzellauf startete.
Im Jahr 1948 wurde er Fünfter bei der Europameisterschaft in Prag, Vierter bei der Weltmeisterschaft in Davos und auch Vierter bei den Olympischen Spielen in St. Moritz.

## Ergebnisse
| Wettbewerb / Jahr                | 1947 | 1948 |
| -------------------------------- | ---- | ---- |
| Olympische Winterspiele          |      | 4.   |
| Weltmeisterschaften              |      | 4.   |
| Europameisterschaften            |      | 5.   |
| US-amerikanische Meisterschaften | 2.   | 3.   |